# Batterie E du 1st Rhode Island Light Artillery
 (juillet 2018).
Le contenu est difficilement compréhensible vu les erreurs de traduction, qui sont peut-être dues à l'utilisation d'un logiciel de traduction automatique.
La batterie E du 1st Rhode Island Light Artillery est une batterie d'artillerie qui a servi dans l'armée de l'Union pendant la guerre de Sécession.

## Service
La batterie est organisée à Providence, au Rhode Island et entre en service pour une durée de trois ans d'enrôlement, le 23 septembre 1861, sous le commandement du capitaine George E. Randolph.
La batterie est affectée à la division d'Heintzelman de l'armée du Potomac, jusqu'en mars 1862. Elle est dans l'artillerie de la troisième division du IIIe corps de l'armée du Potomac jusqu'en août 1862. Elle est dans l'artillerie de la première division du IIIe corps de l'armée du Potomac jusqu'en juin 1863. Elle est affectée à la brigade d'artillerie du IIIe corps jusqu'en mars 1864. Elle est dans la brigade d'artillerie du VIe corps, jusqu'en juillet 1864. Elle est dans l'artillerie de réserve de l'armée du Potomac jusqu'en décembre 1864. Puis elle est dans la brigade d'artillerie du VIe corps jusqu'en avril 1865. Elle est dans l'artillerie de réserve de l'armée du Potomac jusqu'en juin 1865.
La batterie E du 1st Rhode Island Light Artillery quitte le service le 11 juin 1865.

## Service détaillé

### 1861
La batterie E du 1st Rhode Island Light Artillery quitte le Rhode Island pour Washington, D.C., le 4 octobre. Elle est en service au camp Sprague jusqu'au 5 novembre 1861, et au fort Lyon, près d'Alexandria, en Virginie, participant aux défenses de Washington jusqu'en avril 1862. 

### 1862
La batterie E du 1st 1st Rhode Island Light Artillery prend part à la campagne de la péninsule d'avril à août. Elle participe au siège de Yorktown du 5 avril et le 4 mai. Elle est sur la Warwick Road, le 15 avril. Elle prend part à la bataille de Williamsburg le 5 mai et à la bataille de Fair Oaks du 31 mai au 1er juin. Elle participe à la bataille des sept jours devant de Richmond du 25 juin au 1er juin. Elle part à la bataille d'Oak Grove, près de Seven Pines, le 25 juin. Elle est à Jordan's Ford le 27 juin et à Peach Orchard et Savage Station le 29 juin. Elle est à Brackett le 30 juin et à Charles City Cross Road et Glendale le 30 juin. Elle participe à la bataille de Malvern Hill le 1er juillet, puis est à Harrison's Landing jusqu'au 15 août. Elle part à Centreville du 15 au 26 août. Elle prend part à la bataille de Bristoe Station le 27 août et à celle de Groveton le 29 août. Elle participe à la seconde bataille de Bull Run, le 30 août et à la bataille de Chantilly le 1er septembre. Elle est en service sur les défenses de Washington jusqu'au 11 octobre. Elle marche du Potomac jusqu'à Leesburg, puis de là jusqu'à Falmouth, en Virginie du 11 octobre au 23 novembre. Elle prend part à la bataille de Fredericksburg du 12 au 15 décembre. 

### 1863
La batterie E du 1st Rhode Island Light Artillery fait partie de la « marche dans la boue » du 20 au 24 janvier 1863. Elle est à Falmouth jusqu'au 27 avril. Elle prend part à la campagne de Chancellorsville du 27 avril au 6 mai, participant à la bataille de Chancellorsville du 1 au 5 mai. Elle participe à la bataille de Gettysburg du 1 au 4 juillet. Elle est à Wapping Heights, en Virginie le 23 juillet. Elle prend part à la campagne de Bristoe du 9 au 22 octobre. Elle avance jusqu'à la ligne de la Rappahannock les 7 et 8 novembre, étant à Kelly's Ford le 7 novembre. Elle prend part à la campagne de Mine Run du 26 novembre au 2 décembre. Elle est à Payne's Farm le 27 novembre.

### 1864
La batterie E du 1st Rhode Island Light Artillery participe à la campagne de Rapidan de mai à juin 1864. Elle prend part à la bataille de la Wilderness du 5 au 7 mai et à celle de Spotsylvania du 8 au 12 mai et de Spotsylvania Court House du 12 au 21. Elle participe à la bataille de North Anna river du 23 au 26 mai. Elle est sur la ligne de la Pamunkey du 26 au 28 mai. Elle prend part à la bataille de Totopotomoy 28 au 31 mai et à la bataille de Cold Harbor du 1 au 12 juin. Elle participe aux combats à Bethesda Church du 1 au 3 juin. Elle est devant Petersburg du 18 au 22 juin et prend part à la bataille de Jerusalem Plank Road les 22 et 23 juin. Elle part pour Baltimore, au Maryland du 9 au 16 juillet, puis retourne à City Point en Virginie du 17 au 19 juillet.

### 1865
La batterie E du 1st Rhode Island Light Artillery prend part aux opérations de contre Petersburg et de Richmond de juillet 1864 à avril 1865 et à la chute de Petersburg le 2 avril. Elle reçoit l'ordre d'aller à City Point le 3 avril.

## Pertes
La batterie perd un total de 29 hommes pendant le service ; 17 soldats sont tués ou blessés mortellement, 12 soldats sont morts de maladie.

## Commandants
- Capitaine George E. Randolph
- Capitaine William B. Rhodes
- Lieutenant Pardon S. Jastrum - commande lors des batailles de Fredericksburg et de Chancellorsville